# Лечебно-трудовой профилакторий
Лечебно-трудовой профилакторий (ЛТП) в СССР и в постсоветских странах — вид лечебно-исправительного учреждения, предназначенного для тех, кто по решению суда направлялся на принудительное лечение от наркомании и алкоголизма. Фактически ЛТП являлись местом ограничения свободы, где основным методом лечения был принудительный труд больного. В то же время пребывание в ЛТП не считалось тюремным сроком и позволяло временно изолировать алкоголиков и пьяных нарушителей общественного порядка без отправки их в исправительные учреждения.

## История

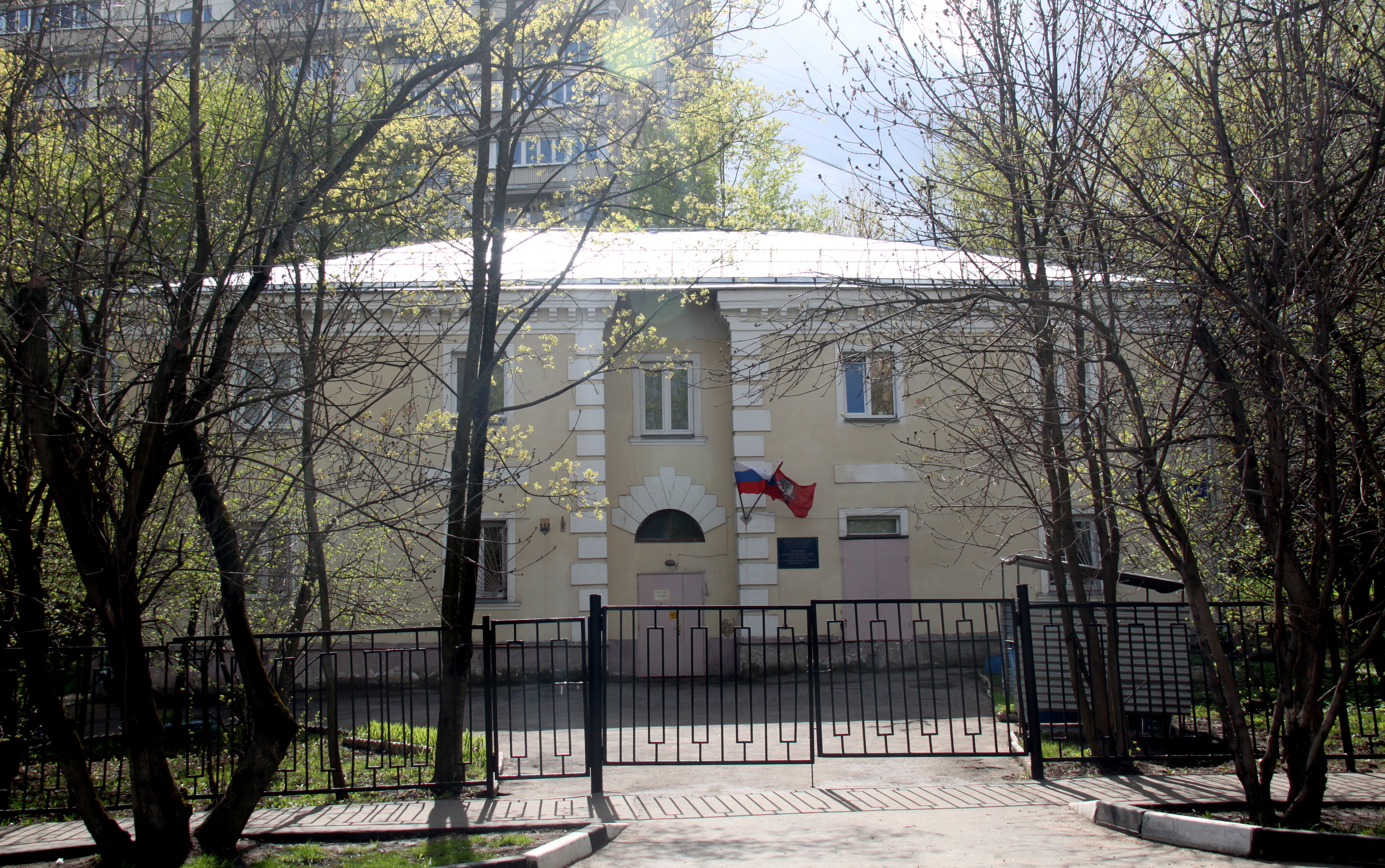
Лечебно-производственные мастерские (бывшие ЛТП) на Весёлой улице в Москве

в 1935 году в Москве (2-я Гражданская улица) находился Объединённый женский лечебно-трудовой профилакторий, директор — Данюшевский.
В 1967 году в Казахской ССР был открыт ЛТП. Затем такие заведения стали открываться в РСФСР и других республиках. 8 апреля 1967 г. вышел указ Президиума Верховного Совета РСФСР «О принудительном лечении и трудовом перевоспитании злостных пьяниц (алкоголиков)». Им устанавливалось, что в ЛТП должны направляться лица, «уклоняющиеся от лечения или продолжающие пьянствовать после лечения, нарушающие трудовую дисциплину, общественный порядок или правила социалистического общежития». Срок пребывания в ЛТП устанавливался от 6 месяцев до 2 лет, решение о направлении в него принимал местный судья. За побег из профилактория устанавливалась уголовная ответственность.

### Мнения об эффективности ЛТП и нарушения прав
Положения о лечебно-трудовых профилакториях, принятые в республиках СССР, и нормативные акты МВД СССР распространяли режим принудительного лечения в ЛТП, близкий к режиму отбывания уголовного наказания, на лиц, не совершивших преступных деяний, что обуславливало нарушения их конституционных прав и свобод. Большинство ограничений прав лиц, содержащихся в профилакториях, не вызывалось необходимостью лечения. Лица освобождались из ЛТП не по медицинским показаниям, а по истечении срока содержания, установленного судом.
Как отмечали специалисты в области наркологии, говорить об эффективности «лечения», проводившегося в профилакториях, нет никаких оснований. Кроме того, многие «пациенты» начинали в ЛТП приём других средств, вызывающих изменение психического состояния. Значительная часть лиц, освобождавшихся из ЛТП, сразу после освобождения напивалась до тяжёлой степени алкогольного опьянения. Известный психиатр и нарколог директор Института исследований проблем психического здоровья профессор В. Д. Менделевич пишет, что «эффективность ЛТП близка к нулю. Дело в том, что ЛТП базируются на принципе принуждения — туда приводили людей, закрывали их на замок, но не лечили. В итоге они выходили оттуда и продолжали принимать наркотики». Он также отмечает, что «нам не известно ни одного научного исследования эффективности данного подхода [принудительного лечения больных алкоголизмом и наркоманиями в СССР], проведенного по законам доказательной медицины». С другой стороны, глава Федеральной службы по контролю за оборотом наркотиков В. П. Иванов утверждал, что «эта бюджетно финансируемая отрасль обеспечивала реабилитацию свыше 70 тысяч нарко- и алкоголезависимых человек ежегодно».
Директор ННЦ наркологии профессор Н. Н. Иванец указывает на ряд крупных недостатков, присущих организации ЛТП: «плохо организованный лечебный процесс с минимальным участием психотерапевтов; недостаточную реабилитационную работу с больными; организацию трудотерапии зачастую без учёта особенностей личности пациента; нередко чрезмерно строгий (фактически тюремный) режим». Он также пишет, что процент длительных ремиссий после лечения в ЛТП был очень низким, нередко наблюдался даже обратный эффект — усиление прогредиентности течения алкоголизма и дальнейшая десоциализация пациента.
Правозащитники в СССР называли лечебно-трудовые профилактории частью советской карательной системы. 25 октября 1990 года Комитетом Конституционного надзора СССР было принято заключение, согласно которому некоторые из норм действовавшего тогда законодательства СССР в этой сфере были признаны несоответствующими Конституции СССР и международным нормам в области прав человека. Мотивируя свой вывод, Комитет указал, что ни Конституция, ни международные акты о правах человека не предусматривают обязанность граждан бережно относиться к своему здоровью и поэтому такая обязанность «не может обеспечиваться мерами принудительного характера». Согласно заключению, лечение больных алкоголизмом и наркоманией, если они не совершили правонарушений, может проводиться только на добровольных началах.
Тогда же, в 1990 году журналист и ведущий программы «600 секунд» Александр Невзоров побывал в одном из ЛТП и в рамках программы «Паноптикум» (на основанной им телекомпании «НТК-600») в 5-м выпуске снял репортаж, взяв интервью у осуждённых к принудительному лечению. По их словам, судебная процедура, на которой решался вопрос их отправки в ЛТП, длилась 2—3 минуты, ни у кого из осуждённых при этом не было адвокатов, а срок принудительного лечения в ЛТП у большинства составлял от полутора до двух лет.

### ЛТП в постсоветское время
После распада Советского Союза система ЛТП была ликвидирована в большинстве бывших союзных республик. В 1993 году вышел и 1 июля 1994 года вступил в законную силу указ президента РФ Бориса Ельцина, ликвидировавший лечебно-трудовые профилактории в России. Эта норма была подтверждена в 2003 году указом Владимира Путина. Теперь ЛТП существуют только в Беларуси, Туркменистане и непризнанной Приднестровской Молдавской Республике.
В Беларуси в 1991 году было принято специальное законодательство, сохраняющее ЛТП как институт, но не предусматривающее обязательного принудительного лечения. Закон действует в отношении алкоголиков и наркоманов, нарушающих законные права и интересы других лиц в связи со злоупотреблением алкоголем и наркотиками. Фактически речь идет об алкоголиках и наркоманах, которые терроризируют собственные семьи. Суд, при наличии не менее 3-х приводов в милицию в нетрезвом состоянии либо же неоднократных жалоб родственников или соседей в течение 12 месяцев, направляет таких людей в ЛТП в целях изоляции от общества и медико-социальной реабилитации на срок от 6 месяцев до 2 лет. В противном случае к таким людям следовало бы применять уголовный закон, что далеко не всегда является лучшим способом решения проблемы. Так же, как и ранее в ЛТП СССР, в современных ЛТП Беларуси, согласно законодательству Республики Беларусь, применяется обязательное привлечение к труду. По состоянию на 2016 год, в Беларуси действует 9 ЛТП. Из них — 6 мужских: № 1 (Светлогорск), № 4 (Витебск), № 5 (Вселюб/Новогрудок), № 6 (Дзержинск), № 7 (Могилёв), № 8 (Новополоцк) и 3 женских: № 2 (Староселье), № 3 (Павловка), № 9 (Витебск).
В последнее время в России поднимается вопрос о возрождении системы лечебно-трудовых профилакториев. В частности, с такой инициативой выступали Федеральная служба по контролю за оборотом наркотиков и главный нарколог России Евгений Брюн. Согласно опросу «Левада-Центр», проведённому в 2015 году, 81 % россиян поддерживают возрождение ЛТП в России.